# Олга Назарова
Олга Владимировна Назарова (рус. Ольга Владимировна Назарова; Тула, 1. јун 1965.) некадашња је совјетска атлетичарка који се такмичила углавном у тркама на 400 метара. Она је са штафетом 4 × 400 метара Совјетског Савеза освојила две златне олимпијске медаље (1988. и 1992. ). Такође је освојила злато на Светском првенству (1991.) и сребро (1987.) у штафети, и олимпијску бронзану медаљу 1988. у трци на 400 метара. Са колегиницама Маријом Пинигином, Татјаном Ледовскајом и Олгом Бризгином, истрчала је светски рекорд у штафети 4 х 400 метара у времену 3:15,17 (три минута, 15 секунди, 17 стотинки).

## Каријера
Назарова се такмичила за Совјетски Савез на Светском првенству 1987. у Риму, где је завршила на осмом месту у финалу на 400 метара. Освојила је сребрну медаљу у штафети 4 × 400 м, са  Олгом Бризгином, Аелитом Јурченко и Маријом Пинигином. На Олимпијским играма 1988. у Сеулу, освојила је бронзану медаљу на 400 метара. Затим се удружила са Олгом Бризгином, Татјаном Ледовскајом и Маријом Пинигином да би освојила злато у штафети 4 × 400 м. Та штафета СССР-а поставила је нови светски рекорд од 3:15,17 минута који је још увек актуелан (ажурирано 9. новембра 2024.)
Назарова се такмичила само у штафети на Светском првенству 1991. и освојила златну медаљу, заједно са Бризгином, Ледовскајом и Људмилом Џигаловом. Такмичила се за Заједницу независних држава на Олимпијским играма 1992. одржаним у Барселони, где је завршила као четврта у финалу на 400 метара. У трци 4 × 400 метара освојила је златну медаљу, заједно са Бризгином, Џигаловом и Јеленом Рузином.
Магистрирала је физичку културу на Лењиновом државном универзитету, који данас носи назив Руски државни универзитет физичке културе, спорта, омладине и туризма (рус. Российский государственный университет физической культуры, спорта, молодёжи и туризма (ГЦОЛИФК)).
Данас Назарова живи у Остину (Тексас, САД) са супругом, бившим атлетичаром Александром Курочкином, и троје деце. Она и супруг раде ради као тренери на локалном колеџу у Остину (енгл. Austin Community College).
| Представљајући СССР | Представљајући СССР         | Представљајући СССР | Представљајући СССР | Представљајући СССР | Представљајући СССР |
| Година              | Такмичење                   | Место               | Пласман             | Дисциплина          | Резултат            |
| ------------------- | --------------------------- | ------------------- | ------------------- | ------------------- | ------------------- |
| 1986                | Европско првенство          | Штутгарт, Немачка   | Полуфинале          | 400 м               | 52.11               |
| 1986                | Европско првенство          | Штутгарт, Немачка   | —                   | 4 × 400 м           | Х                   |
| 1987                | Светско првенство у дворани | Индијанаполис, САД  | 4.                  | 400 м               | 52.76               |
| 1987                | Светско првенство           | Рим, Италија        | 8.                  | 400 м               | 51.20               |
| 1987                | Светско првенство           | Рим, Италија        | 2.                  | 4 × 400 м           | 3:19.50             |
| 1988                | Олимпијске игре             | Сеул, Јужна Кореја  | 3.                  | 400 м               | 49.90               |
| 1988                | Олимпијске игре             | Сеул, Јужна Кореја  | 1.                  | 4 × 400 м           | 3:15.17 СР          |
| 1991                | Светско првенство           | Токио, Јапан        | 1.                  | 4 × 400 м           | 3:18.43             |
| Представљајући ЕУН  |                             |                     |                     |                     |                     |
| 1992                | Олимпијске игре             | Барселона, Шпанија  | 4.                  | 400 м               | 49.69               |
| 1992                | Олимпијске игре             | Барселона, Шпанија  | 1.                  | 4 × 400 м           | 3:20.20             |
| 1995                | Светско првенство           | Гетеборг, Шведска   | 18.                 | 400 м               | 51.83               |

Напомена: Х Совјетски Савез је првобитно завршио 2. у трци 4 × 400 м на Европском првенству 1986, пре него што је био дисквалификован због гажења линије које обележавају стазе за трчање.